# DREAMS COME TRUE THE ウラBEST! 私だけのドリカム
『DREAMS COME TRUE THE ウラBEST! 私だけのドリカム』（ドリームス カム トゥル ザ ウラベスト! わたしだけのドリカム）は、2016年7月7日にUNIVERSAL SIGMAからリリースされた、DREAMS COME TRUEのベストアルバムである。

## 概要
本作はCDが多く発売される水曜日ではなく、木曜日に発売された。
前作『DREAMS COME TRUE THE BEST! 私のドリカム』より1年ぶりのオールタイム・ベストで、自身初のオールタイム・ベストである前作と対をなす裏ベスト盤。「DREAMS COME TRUE 裏ドリワンダーランド 2016」開催記念。
前作に収録されなかった人気曲を収録した「WATASHI DISC」（ワタシ・ディスク）、吉田美和の選曲による「MIWA DISC」（ミワ・ディスク）、中村正人の選曲による「MASA DISC」（マサ・ディスク）の3枚組で、前作同様に全50曲を収録している。
前作同様、ニューヨークのマスタリングスタジオ「STERING SOUND」のChris Gehringer（クリス・ゲリンジャー）によりリマスタリングされている。
各DISCから、「雪のクリスマス」、「しあわせなからだ」、「週に一度の恋人」を「VERSION'16」として再レコーディングして収録されている。今までどのアルバムにも収録されていなかった「雪のクリスマス」は今回が初めてアルバムに収録された。
また、前作同様、初回限定盤は設定されておらず、3枚組の通常盤のみの発売である。ただし、初回生産分のみ三方背スリーブケース仕様。
今作も前作同様タイトルが長すぎるため、通称；「だけドリ」と記している。またそれに因んでローソン・HMV限定として今作のジャケット仕様のヘッドホン「だけドリヘッドホン」が数量限定として販売された。

## チャート成績
2016年7月18日付のオリコンチャートで、初週10.9万枚を売り上げて、初登場1位を獲得した。アルバムの首位は3作連続、通算15作目となった。また、女性ボーカルグループによるアルバム主要3部門「首位獲得作品数」「総売上枚数」「ミリオン獲得作品数」で歴代1位記録を保持しているドリカムは、そのうち2部門を更新。首位獲得作品数を15に、総売上枚数を2954万枚に伸ばした。

## 収録曲

### Disc1:WATASHI DISC
1. 雪のクリスマス -VERSION'16- [4:44]
作詞：吉田美和、作曲：吉田美和・中村正人、編曲：中村正人
  - 8thシングルを再レコーディング。
  - 本作でアルバム初収録。
  - 2016年11月にLOVE LOVE LOVE と同じく、スバル 新型インプレッサTVCMソングCMソングに起用された[1]。
2. 7月7日、晴れ [4:11]
作詞：吉田美和、作曲・編曲：中村正人
  - 8thアルバム『LOVE UNLIMITED∞』収録曲。
  - 映画『7月7日、晴れ』主題歌。
3. go for it ! [4:16]
作詞：吉田美和、作曲：吉田美和・中村正人、編曲：中村正人
  - 13thシングルの1曲目。
  - 吉田美和が初めて出演した'93 秋  資生堂レシェンテCMソング。映画「7月7日、晴れ」の挿入歌。
4. うれしはずかし朝帰り [4:23]
作詞・作曲：吉田美和、編曲：中村正人
  - 3rdシングル。
5. 薬指の決心 [4:38]
作詞：吉田美和、作曲・編曲：中村正人
  - 4thアルバム『MILLION KISSES』収録曲。
6. a little waltz [3:27]
作詞・作曲：吉田美和、編曲：中村正人
  - 6thアルバム『MAGIC』収録曲。
  - 日本コカ・コーラ「爽健美茶」CMソング、PS2『牧場物語 Oh!ワンダフルライフ』主題歌。
7. LOVE GOES ON… [4:45]
作詞・作曲：吉田美和、編曲：中村正人
  - 2ndアルバム『LOVE GOES ON…』収録曲。
8. あはは [4:14]
作詞：吉田美和、作曲・編曲：中村正人
  - 22ndシングル。9thアルバム『SING OR DIE』からのリカットシングル。
9. MY TIME TO SHINE [4:30]
作詞：吉田美和、作曲・編曲：中村正人
  - 49thシングル。
  - ファンケル「無添加スキンケア」CMソング。「アシタスイッチ～MY TIME TO SHINE～」テーマソング。
10. 銀河への船 [6:48]
作詞：吉田美和、作曲・編曲：中村正人
  - 4thアルバム『MILLION KISSES』収録曲。
11. いろんな気持ち [5:09]
作詞：吉田美和、作曲・編曲：中村正人
  - 6thアルバム『MAGIC』収録曲。
  - 資生堂「レシェンテ」CMソング
12. いつのまに [3:26]
作詞：吉田美和、作曲：吉田美和・中村正人、編曲：中村正人
  - 29thシングル。
  - フジテレビ系ドラマ『救命病棟24時』主題歌（2ndシリーズ）。
13. ラヴレター [3:52]
作詞：吉田美和、作曲：中村正人・吉田美和、編曲：中村正人
  - 34thシングル。
  - 映画『アマレット』主題歌。
14. 愛して笑ってうれしくて涙して [4:19]
作詞：吉田美和、作曲・編曲：中村正人
  - 配信限定シングル。
  - 映画『綱引いちゃった!』主題歌。
15. よろこびのうた [4:30]
作詞・作曲：吉田美和、編曲：中村正人
  - 9thアルバム『SING OR DIE』収録曲。
16. 夢で逢ってるから [3:49]
作詞：吉田美和、作曲：中村正人・吉田美和、編曲：中村正人
  - 24thシングルのカップリング。
17. 大っきらい でもありがと [5:37]
作詞：吉田美和、作曲：吉田美和・中村正人、編曲：中村正人
  - 15thアルバム『DO YOU DREAMS COME TRUE?』収録曲。オリジナル版ではカットアウトであるが、本作ではフェードアウトする。

### Disc2:MIWA DISC
1. POISON CENTRAL [4:58]
作詞：吉田美和、作曲：吉田美和・中村正人、編曲：中村正人・吉田美和
  - 16thアルバム『LOVE CENTRAL』収録曲。
2. TO THE BEAT, NOT TO THE BEAT [4:30]
作詞：吉田美和、作曲：中村正人・吉田美和、編曲：中村正人
  - 15thアルバム『DO YOU DREAMS COME TRUE?』収録曲。
3. NOCTURNE 001 [5:48]
作詞：吉田美和、作曲：中村正人・吉田美和、編曲：中村正人
  - 14thアルバム『AND I LOVE YOU』収録曲。
  - アサヒビール＆カゴメ共同開発商品［アサヒ　トマーテ］CMソング。
4. 2人のDIFFERENCE [4:46]
作詞：吉田美和、作曲：吉田美和・中村正人、編曲：中村正人
  - 3rdアルバム『WONDER 3』収録曲。
5. Goodbye, Darlin' [4:59]
作詞・作曲：吉田美和、編曲：中村正人
  - 4thアルバム『MILLION KISSES』収録曲。
6. ANOTHER JUNK IN MY TRUNK [4:16]
作詞・作曲：吉田美和、編曲：中村正人・吉田美和
  - 16thアルバム『LOVE CENTRAL』収録曲。
7. みつばち [4:22]
作詞：吉田美和、作曲・編曲：中村正人
  - 9thアルバム『the Monster』収録曲。
8. TORIDGE & LISBAH [3:05]
作詞：吉田美和、作曲・編曲：中村正人
  - 7thアルバム『DELICIOUS』収録曲。
9. どうぞよろしく [3:18]
作詞：吉田美和、作曲：中村正人・吉田美和、編曲：中村正人
  - 12thアルバム『DIAMOND15』収録曲。
10. カノン [4:16]
作詞：吉田美和、作曲：中村正人・吉田美和、編曲：中村正人
  - 11thアルバム『monkey girl odyssey』収録曲。
11. 高く上がれ！ [4:56]
作詞：吉田美和、作曲：中村正人・吉田美和、編曲：中村正人
  - 12thアルバム『DIAMOND15』収録曲。
12. 月光 [4:10]
作詞・作曲：吉田美和、編曲：中村正人
  - 9thアルバム『SING OR DIE』収録曲。
13. SPOON ME, BABY ME [6:13]
作詞：吉田美和、作曲：中村正人・吉田美和、編曲：中村正人
  - 13thアルバム『THE LOVE ROCKS』収録曲。
14. 4月の雨 [4:54]
作詞・作曲：吉田美和、編曲：中村正人
  - 4thアルバム『MILLION KISSES』収録曲。
15. そうだよ [4:51]
作詞：吉田美和、作曲・編曲：中村正人
  - 20thシングルの1曲目。本作には、9thアルバム『SING OR DIE』に収録されている「album mix」で収録されている。
16. しあわせなからだ -VERSION '16- [3:53]
作詞・作曲：吉田美和、編曲：中村正人
  - 8thアルバム『LOVE UNLIMITED∞』収録曲を再レコーディング。
17. おやすみのうた [4:00]
作詞：吉田美和、作曲：吉田美和・中村正人、編曲：中村正人
  - 7thアルバム『DELICIOUS』収録曲。

### Disc3:MASA DISC
1. LOVETIDE [4:17]
作詞：吉田美和、作曲・編曲：中村正人
  - 6thアルバム『MAGIC』収録曲。
  - SONY PRO PIXY ESPRIT CFソング。
2. SWEET REVENGE [3:57]
作詞：吉田美和、作曲・編曲：中村正人
  - 8thアルバム『LOVE UNLIMITED∞』収録曲。
3. IT'S SO DELICIOUS [4:20]
作詞：吉田美和、作曲：吉田美和・中村正人、編曲：中村正人
  - 7thアルバム『DELICIOUS』収録曲。
4. さよならを待ってる [4:18]
作詞：吉田美和、作曲：吉田美和・中村正人、編曲：中村正人
  - 7thシングル。
5. ESCAPE [4:32]
作詞：吉田美和、作曲・編曲：中村正人
  - 3rdアルバム『WONDER 3』収録曲。
6. i think you do [4:32]
作詞：吉田美和、作曲・編曲：中村正人
  - 7thアルバム『DELICIOUS』収録曲。
7. flowers [3:17]
作詞：吉田美和、作曲：中村正人・吉田美和、編曲：中村正人
  - 11thアルバム『monkey girl odyssey』収録曲。
8. 週に一度の恋人 -VERSION '16- [5:22]
作詞・作曲：吉田美和・中村正人、編曲：中村正人
  - 1stアルバム『DREAMS COME TRUE』収録曲を再レコーディング。
9. 雨の終わる場所 [4:21]
作詞：吉田美和、作曲・編曲：中村正人
  - 13thシングルの2曲目。
  - シングルバージョンはアルバム初収録。
10. 嵐が来る [4:14]
作詞：吉田美和、作曲・編曲：中村正人
  - 18thシングルの2曲目。
  - TBS系ドラマ『愛していると言ってくれ』挿入歌。
  - シングルバージョンはアルバム初収録。
11. ROMANCE [4:11]
作詞：吉田美和、作曲・編曲：中村正人
  - 19thシングルの1曲目。
  - TBS系ドラマ『長男の嫁』2ndシリーズ・主題歌。
12. なんて恋したんだろ [4:16]
作詞：吉田美和、作曲：中村正人・吉田美和、編曲：中村正人
  - 24thシングル。
  - 森永「アロエヨーグルト」CMソング。
13. SWEET SWEET SWEET [5:14]
作詞：吉田美和、作曲・編曲：中村正人
  - 5thアルバム『The Swinging Star』収録曲。
14. MARRY ME? [5:39]
作詞：吉田美和、作曲・編曲：中村正人
  - 21stシングルの2曲目。本作には、9thアルバム『SING OR DIE』に収録されている演奏時間が長いものを収録。
15. CARNAVAL 〜すべての戦う人たちへ〜 -SINGLE VERSION- [4:03]
作詞：吉田美和、作曲・編曲：中村正人
  - 14thアルバム『AND I LOVE YOU』収録曲。本作には、41stシングルのカップリングに収録されている「SINGLE VERSION」を収録。
16. PROUD OF YOU [4:31]
作詞：吉田美和、作曲：中村正人・吉田美和、編曲：中村正人
  - 13thアルバム『THE LOVE ROCKS』収録曲。
  - アサヒスーパードライ「2006 WORLD BASEBALL CLASSIC」日本代表応援CMソング。

## かんぽ生命 presents DREAMS COME TRUE 裏ドリワンダーランド 2016
『かんぽ生命 presents DREAMS COME TRUE 裏ドリワンダーランド 2016』（かんぽせいめい プレゼンツ ドリームズ・カム・トゥルー ウラドリワンダーランド 2016）は、DREAMS COME TRUEが2016年に夏から冬にかけて行ったアリーナツアー。

### 概要
- 2012～2013年にかけて開催された「裏ドリワンダーランド」の第2回。
- ウラベストアルバム「DREAMS COME TRUE THE ウラBEST! 私だけのドリカム」を引っ提げて行われた。
- キャッチコピーは、『ドリカムには「ウラ」がある！』であり、大ヒット曲目白押しで開催された前年のワンダーランドと対照的に、隠れた名曲や激レア曲を披露した。
- 円形のセンターステージにて開催された。

### スケジュール
| #  | 公演日 | 会場                                    | 開場時間 | 開演時間 |
| -- | ------ | --------------------------------------- | -------- | -------- |
| 1  | 09/10  | さいたまスーパーアリーナ                | 15:30    | 17:00    |
| 2  | 09/11  | さいたまスーパーアリーナ                | 15:30    | 17:00    |
| 3  | 09/17  | 宮城セキスイハイムスーパーアリーナ      | 15:30    | 17:00    |
| 4  | 09/18  | 宮城セキスイハイムスーパーアリーナ      | 15:30    | 17:00    |
| 5  | 09/24  | 大阪城ホール                            | 15:30    | 17:00    |
| 6  | 09/25  | 大阪城ホール                            | 15:30    | 17:00    |
| 7  | 10/01  | 国立代々木競技場第一体育館              | 15:30    | 17:00    |
| 8  | 10/02  | 国立代々木競技場第一体育館              | 15:30    | 17:00    |
| 9  | 10/08  | サンドーム福井                          | 15:30    | 17:00    |
| 10 | 10/09  | サンドーム福井                          | 15:30    | 17:00    |
| 11 | 10/22  | 北海道立総合体育センター 北海きたえーる | 15:30    | 17:00    |
| 12 | 10/23  | 北海道立総合体育センター 北海きたえーる | 15:30    | 17:00    |
| 13 | 10/29  | 日本ガイシホール                        | 15:30    | 17:00    |
| 14 | 10/30  | 日本ガイシホール                        | 15:30    | 17:00    |
| 15 | 11/05  | 静岡エコパアリーナ                      | 15:30    | 17:00    |
| 16 | 11/06  | 静岡エコパアリーナ                      | 15:30    | 17:00    |
| 17 | 11/12  | マリンメッセ福岡                        | 15:30    | 17:00    |
| 18 | 11/13  | マリンメッセ福岡                        | 15:30    | 17:00    |
| 19 | 11/22  | 大阪城ホール                            | 17:00    | 18:30    |
| 20 | 11/23  | 大阪城ホール                            | 16:30    | 18:00    |
| 21 | 12/03  | 広島グリーンアリーナ                    | 15:30    | 17:00    |
| 22 | 12/04  | 広島グリーンアリーナ                    | 15:30    | 17:00    |
| 23 | 12/10  | 日本ガイシホール                        | 15:30    | 17:00    |
| 24 | 12/11  | 日本ガイシホール                        | 15:30    | 17:00    |
| 25 | 12/17  | 愛媛県武道館                            | 15:30    | 17:00    |
| 26 | 12/18  | 愛媛県武道館                            | 15:30    | 17:00    |
| 27 | 12/23  | 横浜アリーナ                            | 15:30    | 17:00    |
| 28 | 12/24  | 横浜アリーナ                            | 15:30    | 17:00    |
| 29 | 12/30  | マリンメッセ福岡                        | 15:30    | 17:00    |
| 30 | 12/31  | マリンメッセ福岡                        | 15:30    | 17:00    |

### セットリスト
| #  | タイトル                     | リリース年 | 初収録シングル       | 初収録アルバム      |
| -- | ---------------------------- | ---------- | -------------------- | ------------------- |
| 1  | さよならを待ってる           | 1990       | さよならを待ってる   | WONDER 3            |
| 2  | ROMANCE                      | 1995       | ROMANCE              | LOVE UNLIMITED∞     |
| 3  | LOVE GOES ON…                | 1989       |                      | LOVE GOES ON…       |
| 4  | いつのまに                   | 2001       | いつのまに           | monkey girl odyssey |
| 5  | SWEET SWEET SWEET            | 1992       |                      | The Swinging Star   |
| 6  | 月光                         | 1997       | SING OR DIE          |                     |
| 7  | Goodbye, Darlin'             | 1991       | MILLION KISSES       |                     |
| 8  | 週に１度の恋人               | 1989       | APPROACH             | DREAMS COME TRUE    |
| 9  | カノン                       | 2001       |                      | monkey girl odyssey |
| 10 | NOCTURNE 001                 | 2007       | AND I LOVE YOU       |                     |
| 11 | 雨の終わる場所               | 1993       | go for it!           | MAGIC               |
| 12 | うれしはずかし朝帰り         | 1989       | うれしはずかし朝帰り | LOVE GOES ON…       |
| 13 | あはは                       | 1997       | あはは               | SING OR DIE         |
| 14 | ラヴレター                   | 2004       | ラヴレター           | DIAMOND15           |
| 15 | go for it!                   | 1993       | go for it!           | MAGIC               |
| 16 | LOVETIDE                     | 1993       |                      | MAGIC               |
| 17 | flowers                      | 2001       | monkey girl odyssey  |                     |
| 18 | POISON CENTRAL               | 2010       | LOVE CENTRAL         |                     |
| 19 | みつばち                     | 1999       | The Monster          |                     |
| 20 | なんて恋したんだろ           | 1999       | The Monster          | なんて恋したんだろ  |
| 21 | PROUD OF YOU                 | 2006       |                      | THE LOVE ROCKS      |
| 22 | よろこびのうた               | 1997       | SING OR DIE          |                     |
| 23 | あなたのように               | 2016       | あなたのように       | THE DREAM QUEST     |
| 24 | おやすみのうた               | 1995       |                      | DELICIOUS           |
| 25 | うれしい！たのしい！大好き！ | 1989       | うれしはずかし朝帰り | LOVE GOES ON…       |